# Battlefield 3
Battlefield 3 é um jogo eletrônico de tiro em primeira pessoa desenvolvido pela DICE e publicado pela Electronic Arts. Lançado em 25 de outubro de 2011 para Microsoft Windows, PlayStation 3 e Xbox 360. Em sua primeira semana do lançamento vendeu 5 milhões de cópias e recebeu elogios da crítica especializada em jogos eletrônicos. Como o jogo só suporta DirectX 10 e 11, e o primeiro jogo da série não suporta versões anteriores ao Windows Vista. A sequencia do jogo, Battlefield 4, foi lançada no dia 29 de Outubro de 2013.
No modo campanha, os jogadores assumem os papéis de várias entidades militares, um USMC, um operador de tanque M1A2 Abrams, e um agente da inteligência Russa (GRU). A campanha acontece em vários locais, como Irã e Nova York, e segue a história do sargento Blackburn e Dimitri Mayakovski. Apesar de seu nome, é o décimo primeiro jogo da franquia Battlefield, e a sequência direta de Battlefield 2, lançado em 2005.

## Jogabilidade

### Campanha
A campanha do jogo acontece no ano de 2014. As missões são recordações que fazem parte do interrogatório do sargento Blackburn e não ocorrem na ordem dos acontecimentos. Cronologicamente, as missões iniciais da campanha são definidas perto da fronteira Irã-Iraque, onde o Corpo de Fuzileiros Navais dos Estados Unidos estão lutando contra um grupo terrorista chamado Libertação e Resistência  Popular (LRP. Ao avançar na campanha o jogo tem cenários do norte do Irã, as ruas de Paris, e os esgotos e túneis de metrô em Nova York.

### Cooperativo
Existe um modo cooperativo em Battlefield 3 onde no máximo de dois jogadores conectados por internet podem jogar seis missões disponíveis em três níveis de dificuldade cada uma. Ao jogar em modo cooperativo o jogador acumula pontos como recompensa por matar inimigos e completar objetivos em cada missão. Acumulando pontos novas armas são desbloqueadas para serem utilizadas no modo multijogador.
As armas disponíveis ao completar o modo cooperativo são: 93R, MP412 REX, MP7, M39 EMR, G3A3, KH2002

### Multijogador
Em Battlefield 3, o jogador assume um dos quatro papéis no modo multijogador: Assalto, Engenheiro, Suporte e Franco-Atirador. A classe assalto concentra-se em rifles de assalto e curar companheiros. A classe de suporte se concentra em fornecer munições e fogo de apoio com armas de grande capacidade de munição. A classe de Engenheiro concentra-se em apoiar e destruir veículos. A classe Franco-Atirador tem o foco de alertar inimigos e tiro a longa distância. A mecânica das armas foi alterada para utilizar o novo motor: armas compatíveis podem ter bipés anexados que podem então ser implantados no chão enquanto fica na posição deitado ou colocado em uma base como, por exemplo, uma janela, e fornecer um aumento significativo para a precisão e redução de recuo. Fogo de supressão das armas embaça a visão e reduz a precisão dos inimigos, bem como a regeneração da saúde. A classe Franco-Atirador pode colocar um rádio em qualquer lugar no mapa em que todos os membros do esquadrão serão capazes de voltar ao campo de jogo.
Vários modos de jogo estão presentes, incluindo Conquest, Rush, Squad Deathmatch, Squad Rush e pela primeira vez desde Battlefield 1942, Team Deathmatch.
A versão para PC de Battlefield 3 por padrão é lançado através de um navegador web a partir do site web Battlelog. Um navegador servidor está presente nas versões para console do jogo, no entanto.

## Sinopse

### Personagens
- Primeiro Sargento Henry "Black" Blackburn

Um membro da U.S. Marine Corps 1st Reconnaissance Battalion e o protagonista do jogo. Sua voz é dublada por Gideon Emery.
- Sargento Jonathan "Jono" Miller

Miller era um operador de tanque,que fazia parte da equipe de apoio em uma operação contra a PLR em Teerã.
- Tenente Jennifer "Colby" Hawkins

Hawkins é uma F/A-18 NFO, responsável pelo sistemas de armas da aeronave enquanto participava de uma operação aérea sobre Teerã.
- Dimitri "Dima" Mayakovsky

Agente secreto Russo com a missão de deter uma ameaça nuclear em Paris e no norte de Irã. Sua voz é dublada por André Sogliuzzo e a captura de movimentos pelo ator Oleg Taktarov.
- Solomon

Antagonista principal do jogo, trabalha em estreita colaboração com o PLR, Kaffarov e a CIA. Sua voz é dublada por Mark Ivanir.
- Soldado David Montes

Um fuzileiro naval americano que luta junto com o sargento Henry Blackburn, e é também o último sobrevivente de seu pelotão. Sua voz é dublada pelo Ronan Summers.

### Enredo
A campanha começa com um fuzileiro naval dos EUA desconhecido que atravessa uma rua em Nova York e para em uma cerca acima dos trilhos do metrô. Ele pula no trem que passa logo abaixo e entra num túnel. No trem há vários soldados atuando em um ataque terrorista. O fuzileiro rouba a pistola de um inimigo e luta para chegar a frente do trem. Lá, ele encontra um recipiente verde e um último atirador. Antes de poder agir, ele é abordado e derrubado por um outro homem, que aponta um revólver para seu rosto e pergunta se ele está sozinho.
O jogo então muda para oito horas mais cedo, com a chegada de dois agentes da CIA, Gordon e Whistler em uma sala de interrogatório com o fuzileiro naval, que revelou-se ser Henry Blackburn. Os dois então começam a questionar Blackburn, que continua a falar sobre seu conhecimento de uma pessoa chamada de Solomon, que segundo ele planeja um ataque terrorista em Nova York. Os agentes então perguntam a Blackburn sobre o seu envolvimento na Operação Swordbreaker, para onde ele relembra seu papel na operação.
Nove meses antes, a unidade de Blackburn foi encarregada de encontrar uma patrulha desaparecida. Enquanto eles fazem seu caminho através da cidade, se envolvem em tiroteios com insurgentes. Após tiroteios múltiplos, um grande terremoto atinge a cidade, fazendo com que escombros de um prédio caíssem sobre Blackburn.
O Sargento Blackburn em seguida conta como escapou da cidade em ruínas, onde ele foi forçado a lutar através de linhas da PLR para chegar a um local de evacuação. É logo revelado que Faruk Al-Bashir e a Libertação Popular e Resistência (LPR) chegaram ao poder no Irã, na sequência de um golpe de Estado no país, e os EUA responderam com o envio de uma força de invasão marinha para removê-lo do poder e esmagar a PLR.
De volta à sala de interrogatório, Blackburn é informado das ações da tenente Jennifer Hawkins, uma piloto que havia realizado um ataque aéreo sobre Teerã, onde a unidade de Blackburn havia sido encarregada de realizar uma avaliação de danos em batalha. O ataque, que visava matar Al-Bashir, falhou, porém a invasão continuou, com um ataque geral de Teerã a ser realizado.
Quando Blackburn e seus colegas fuzileiros David Montes e Steve Campo chegam ao seu destino no Banco de Teerã, eles descobrem uma bomba nuclear dentro de uma mala russa no cofre principal do banco. O grupo também descobriu que duas bombas da mala estão faltando. Entram em contato com o suporte / evacuação das unidades da Marinha e outros, a escalação de Blackburn permanece no banco, à espera de extração.
De volta a Nova York, Blackburn é informado de como oito horas antes, Dmitri "Dima" Maiakovski e outros dois agentes da GRU, Kiril e Vladimir, tentaram impedir a bomba de ser detonada. Eles a localizaram em um prédio comercial, perseguiram membros da  PLR que carregavam uma das bombas nucleares,  e se envolveram em tiroteios múltiplos em Paris. A unidade começa a se mover para os becos seguintes atrás da bomba que está sendo transportada, até que um insurgente PLR dispara um RPG-7V2 cujo míssil passa por Dima e Kiril e explode em um ônibus logo atrás dos três. Vladimir é arremessado com a explosão e ao se revelar, um grande pedaço de estilhaços é encontrado perfurando seu peito. Dima arrasta Vladimir para a segurança, mas ele manda-os ir sem ele, dizendo que isso ia "mantê-los salvos", eventualmente sucumbe aos seus ferimentos. Os dois conseguem encontrar o transportador, mas não a bomba, que havia permanecido dentro do prédio, sendo os soldados uma distração. Momentos depois a ogiva explode, matando cerca de 80.000 pessoas.
Backburn diz então aos agentes que o Sargento Jonathan "Jono" Miller e seus companheiros da unidade Anvil  responderam ao apelo de sua unidade de socorro a partir do banco em Teerã.O Batalhão de Tanques e-Kavir cruzaram o deserto para alcançar unidade Misfit de Blackburn, 10 tanques T-72 chegam de trás de uma duna de areia e abrem fogo sobre o Abrams. Os fuzileiros navais se envolvem em vários confrontos de veículos blindados por todo o deserto até alcançarem a entrada da cidade.
Quando a equipe de Sargento Miller, finalmente chega, Blackburn e o tanque recebem dano pesado. Ele então decide ficar para trás para fornecer  cobertura via torre para a unidade de medida que escape. Miller está no fim, mas é atacado por trás, e é capturado pela PLR.
Os agentes, então, mostram um vídeo ao Blackburn da PLR torturando Miller que é executado por Solomon após um curto monólogo recitado por Faruk Al-Bashir.
Blackburn em seguida, responde revelando aos agentes de como ele mais tarde capturou Al-Bashir, logo após a execução de Miller. Depois de Blackburn dar apoio de campo como sniper (franco-atirador) para Misfit, ele e Campo são ordenados para se  juntar à Misfit na captura de Al-Bashir. Pouco depois, eles encontram o local onde Miller foi executado, onde um pequeno tiroteio  se segue. Como a unidade chega a localização presumida de Al-Bashir, eles o avistam tentando fugir em um veículo. Blackburn rapidamente desativa o  veículo, incapacitando-o. Em seguida, Blackburn transporta  Al-Bashir a um shopping center próximo à espera de extração. Durante a extração, Al-Bashir lhes dá informações sobre Solomon , e seu plano para detonar as duas bombas restantes antes de morrer em decorrência de seus ferimentos. Tentando obter mais informações, Blackburn verifica o telefone celular de Al-Bashir.
Blackburn diz então o que aconteceu como as unidades do ataque que se moveu em direção à casa de campo de Amir Kaffarov com a intenção de matá-lo para encobrir o envolvimento dos russos com a PLR. Enquanto estiva em Growler ITV s, a unidade é atacada por uma unidade russa e se envolvem em um tiroteio. Pouco depois, eles prosseguem a pé até a rodovia nas proximidades, testemunhando centenas de russos descendo com paraquedas na área. Conforme Blackburn, seu esquadrão, e Cole chegam ao fim da estrada, a maioria dos Misfit foi eliminada. Um avião russo Su-25TM overhead ataca  os fuzileiros navais. Depois de uma confusão inicial, é revelado que as armas antiaéreas necessárias  - o Stingers FIM-92 - estavam na ITV Growler que estavam à frente e atrás do comboio. Eles, então, fazem um avanço para a ITV na frente do comboio, percebendo que foram longe demais para voltar na parte traseira do comboio e passam de proteção a proteção enquanto o Su-25 realiza ataques sobre eles. Por fim, Blackburn obtém um Stinger e consegue derrubar o avião russo. Na última passagem da aeronave, porém, ele descobre que Christian Matkovic e Campo foram mortos. Isto leva Montes e Blackburn a separar-se, e chegar em desacordo com Cole, que parece irredutível.
Blackburn depois conta como Dima, Kiril, e Vladimir entraram na vila horas antes. Em um esquadrão de paraquedismo (Dima, Kiril e Vladimir) ocorre um salto HALO simultâneo à uma entrega de armas, os três soldados pousam, pegam as armas e batalham para adquirir um veículo, que usam para alcançar a mansão. No caminho, juntam-se a um comboio. Ao serem descobertos, eles dirigem do lado de fora da casa de campo e lutam pelo seu caminho adentro. Ao entrar uma variedade de quartos em busca de Kaffarov, eles chegam a um esconderijo contendo uma sala de reuniões, um campo de tiro, um cofre e uma sala de treinamento, matando os homens de Kaffarov . Depois dos combates, eles chegam a uma escada que leva até um heliporto, onde o helicóptero de Kaffarov está prestes a decolar. Dima, corre em direção ao helicóptero e agarra a borda do mesmo, que  está começando a subir. Dima e Kaffarov começam a lutar antes de cairem para fora do helicóptero, um teto de vidro e a piscina abaixo deste. Kaffarov implora por piedade, prometendo contar à Dima  qualquer informação sobre Solomon em troca de sua liberdade, mas é nocauteado por Dima com um soco no rosto.
Blackburn enfim chega à casa de campo com Cole, sendo coordenado a ir à frente  pela mansão em chamas. Uma vez dentro da casa, Blackburn descobre um Kaffarov nocauteado, e Dima segurando uma pistola  (que aparenta ser uma MP-443). Dima, em seguida, explica sobre como as armas nucleares foram roubadas na Rússia, e que os próximos alvos de Solomon são Nova York e Paris. O oficial de Blackburn, Cole, tenta  prender Dima, forçando Blackburn a atirar em Cole rapidamente. A partir de então, Blackburn começa a tentar impedir  Solomon de destruir Nova York, enquanto Dima, Kiril, e Vladimir vão a Paris para capturar a outra bomba.
Sentindo Blackburn lhes deu informação suficiente, os agentes revelam que Solomon é realmente um ativo dos EUA. Eles, então, trazem Montes à sala e tentam persuadir Blackburn a falsamente confessar que foi Dima quem colocou a bomba em Paris e não Salomon. No entanto, como os dois homens saem depois de receber uma chamada de que um trem foi sequestrado, Blackburn e Montes atacam dois homens responsáveis sobre eles (Agente de Whistler e um guarda sem nome). Os dois se libertam e Blackburn salta para   fora do prédio e dali para o topo do trem, invadindo o comboio através de uma janela. Em seguida, ele luta contra seu caminho até o fim, até ser emboscado por Salomon. Os dois então lutam e Blackburn desarma-o, usando outro operatório PLR como um escudo, destruindo o motor do trem.
Após uma perseguição curta nos esgotos, Blackburn sai às ruas de Nova York. Montes chega com um carro da polícia roubado para pegar Blackburn, ambos perseguem Solomon pela Times Square. No final, Montes bate no carro de Solomon. Aproveitando que Montes e Blackburn estão atordoados,  Solomon deixa o seu veículo, dispara contra Montes (que tenta reagir, sem sucesso)  e se prepara para executar Blackburn com um tiro,  Solomon puxa o gatilho, mas sua arma está sem munição. Os dois então se envolvem em uma luta corpo a corpo, sendo que Blackburn mata Solomon com golpes de tijolo na cabeça. Em seguida, ele encontra a bomba e a desativa.
A cena então vai para Dmitri Maiakovski , agora com diagnóstico de envenenamento por radiação da explosão em Paris. Sobrecarregado com o que ele tinha que fazer no exército russo, Dima escreve uma nota de suicídio e acredita-se que se matou. No entanto, uma batida foi ouvida na porta e a tela fica preta antes do disparo ser ouvido, deixando um mistério se ele atirou em si mesmo, e quem estava à porta.

## Trilha sonora
A trilha sonora oficial foi lançada em 24 de outubro de 2011, um dia anterior ao lançamento oficial do jogo. Está disponível na loja online iTunes e Amazon.
Todas as músicas compostas por Johan Skugge & Jukka Rintamäki.
| Battlefield 3 (trilha sonora original) |                            |                                |         |  |
| N.º                                    | Título                     | Música                         | Duração |  |
| 1.                                     | "Battlefield 3 Main Theme" | Johan Skugge & Jukka Rintamäki | 1:56    |  |
| 2.                                     | "Thunder Run"              | Johan Skugge & Jukka Rintamäki | 2:51    |  |
| 3.                                     | "The Red Wire"             | Johan Skugge & Jukka Rintamäki | 0:33    |  |
| 4.                                     | "Solomon's Theme"          | Johan Skugge & Jukka Rintamäki | 2:51    |  |
| 5.                                     | "Spark"                    | Johan Skugge & Jukka Rintamäki | 0:43    |  |
| 6.                                     | "Frostbite"                | Johan Skugge & Jukka Rintamäki | 0:49    |  |
| 7.                                     | "The Death of Vladimir"    | Johan Skugge & Jukka Rintamäki | 2:17    |  |
| 8.                                     | "Fire From the Sky"        | Johan Skugge & Jukka Rintamäki | 3:06    |  |
| 9.                                     | "Kaffarov's Villa"         | Johan Skugge & Jukka Rintamäki | 1:05    |  |
| 10.                                    | "Operation Metro"          | Johan Skugge & Jukka Rintamäki | 2:03    |  |
| 11.                                    | "La Bourse"                | Johan Skugge & Jukka Rintamäki | 0:53    |  |
| 12.                                    | "Tremors"                  | Johan Skugge & Jukka Rintamäki | 2:04    |  |
| 13.                                    | "Choked"                   | Johan Skugge & Jukka Rintamäki | 2:15    |  |
| 14.                                    | "Black Gold"               | Johan Skugge & Jukka Rintamäki | 1:23    |  |
| 15.                                    | "The Great Destroyer"      | Johan Skugge & Jukka Rintamäki | 2:22    |  |
| 16.                                    | "Hunter's Point"           | Johan Skugge & Jukka Rintamäki | 0:54    |  |
| 17.                                    | "Brawl"                    | Johan Skugge & Jukka Rintamäki | 0:48    |  |
| 18.                                    | "Interrogating Blackburn"  | Johan Skugge & Jukka Rintamäki | 6:39    |  |
| 19.                                    | "Battlefield 3 Dark Theme" | Johan Skugge & Jukka Rintamäki | 0:32    |  |
| Duração total:                         | Duração total:             | Duração total:                 | 35:59   |  |

## Conteúdo para download
A EA anunciou e disponibilizou alguns DLC´s para o modo multijogador. A campanha

### Back to Karkand
O primeiro DLC, "Back to Karkand", foi anunciado antes do lançamento de BF3 e foi lançado em 13 de Dezembro de 2011 para PC e Xbox 360, enquanto para o PS3 foi disponibilizado uma semana antes. Este DLC possui quatro mapas refeitos de Battlefield 2 sendo eles Gulf of Oman, Wake Island, Strike at Karkand e Sharqi Peninsula. Trás também três novos veículos e dez novas armas.

### Close Quarters
O segundo DLC, "Close Quarters" foi lançado em junho de 2012 com quatro novos mapas de infantaria, dez novas armas, dez novas atribuições, cinco Dogtags únicos e um novo modo de jogo Dominação, um modo Conquest adaptado para menor espaços.

### Armored Kill
O terceiro DLC, "Armored Kill" tem seu lançamento previsto para terceiro ou quarto trimestre de 2012. O DLC está definido para incluir os novos veículos, como tanques, ATVs e artilharia móvel, além de novos mapas voltados para veículos. Nesta DLC, há o maior mapa de toda a história do Battlefield: Bandar Desert.

### Aftermath
Foi anunciado um DLC intitulado de "Aftermath" em um trailer para Battlefield 3 Premium.
Seu lançamento foi em dezembro de 2012.
- 3 veículos novos, incrivelmente modificados para mostrar engenharia inteligente e poder de fogo
- Use a nova besta para matar silenciosamente o inimigo
- O novo modo de jogo, Scavenger, coloca você buscando por armas em meio às ruínas e brigando por sua sobrevivência

### End Game
Battlefield 3: End Game é um dos cinco pacotes de expansão inclusos no Battlefield 3 Premium, junto com diversos itens de jogo exclusivos, acesso antecipado e muito mais.
O End Game proporciona alguns dos combates mais acelerados do momento em quatro mapas extensos. Corra pelas linhas inimigas usando a nova motocicleta, que traz velocidade e agilidade ao campo de batalha, ou revide aos ataques aéreos com os novos veículos AA leves. Coordene ataques e defesas ultrarrápidos na volta do modo de jogo clássico Capture The Flag (Capturar a Bandeira) ou entre em grandes batalhas aéreas no Air Superiority (Superioridade Aérea). No céu, o novo dropship apresenta a habilidade de virar a mesa com as entregas aéreas de rápida implantação de transporte de tropas.
Recursos-Chave:
• Quatro mapas novos feitos para combates e ação em alta velocidade.
• Três veículos novos, incluindo motocicletas rápidas e ágeis.
• O novo dropship dá auxílio às tropas terrestres com capacidades de entregas de veículos.
• Volte aos modos clássicos de jogo Capture the Flag e Air Superiority

## Recepção

### Crítica
Battlefield 3 recebeu críticas muito positivas por parte de Metacritic e  GameRankings tanto para PC como para os consoles PlayStation 3 e Xbox 360. Seu melhores gráficos são o da versão para PC, seguido dos consoles.
A IGN deu a pontuação 9/10 para todas as plataformas, e elogiou os gráficos e o modo multiplayer, porem criticou o modo campanha
Uma análise do Meristation classificou o jogo como nota 9.5 (excelente), deixando claro que "assim é a guerra".

### Controvérsias
Uma cena em que o jogador é solicitado a matar um rato que está atacando seu personagem foi criticada pelo People for the Ethical Treatment of Animals (PETA). Em um comunicado de imprensa emitido pelo escritório alemão da organização, alegou que o jogo "trata os animais de forma sádica". O lançamento também avançou para dizer que a cena pode ter "um efeito brutal sobre o público alvo masculino jovem".

### Vendas
Battlefield 3 vendeu 5 milhões de cópias em sua primeira semana, convertendo-se no jogo mais vendido da companhia Electronic Arts. Em 29 de junho de 2012 a EA revelou que jogo já havia vendido 15 milhões de cópias mundialmente.

### Prêmios
- Best Shooter, 2011 IGN People's Choice Award[34]
- Best Multiplayer Game, 2011 IGN People's Choice Award[35]
- Best Xbox 360 Shooter, Best of 2011 IGN Award & 2011 IGN People's Choice Award[36]
- Best Xbox 360 Multiplayer Game, Best of 2011 IGN Award & 2011 IGN People's Choice Award[37]
- Best PS3 Shooter, 2011 IGN People's Choice Award[38]
- Best PS3 Multiplayer Game, Best of 2011 IGN Award & 2011 IGN People's Choice Award[39]
- Best PC Shooter, Best of 2011 IGN Award & 2011 IGN People's Choice Award[40]
- Best PC Multiplayer Game, Best of 2011 IGN Award & 2011 IGN People's Choice Award[41]